# (1187) Afra
(1187) Afra – planetoida z pasa głównego asteroid okrążająca Słońce w ciągu 4 lat i 107 dni w średniej odległości 2,64 au. Została odkryta 6 grudnia 1929 roku w Landessternwarte Heidelberg-Königstuhl w Heidelbergu przez Karla Reinmutha. Nazwa planetoidy została zaproponowana przez Gustava Strackego, jednak nie wiadomo od czego lub kogo ona pochodzi. Przed nadaniem nazwy planetoida nosiła oznaczenie tymczasowe (1187) 1929 XC.